# Martha Stettler
Pour les articles homonymes, voir Stettler (homonymie).
Martha Stettler, née le 25 septembre 1870 à Berne et morte le 16 décembre 1945 à Châtillon, est une artiste peintre suisse.

## Biographie

### Famille
Adelheid Fanny Martha Stettler est la deuxième des sept enfants d'Eugen Stettler (de), architecte bernois , qui l'encourage à dessiner. 

### Formation
Martha Stettler apprend le dessin à l'école d'art de Berne de 1885 à 1891 avec Wilhelm Bernhard Benteli et Theodor Volmar. En 1891, elle continue sa formation à l'école des Beaux-Arts Genève avec Léon Gaud et Henri Hébert. En dépit du soutien familial, peu d’opportunités sont disponibles pour les femmes peintres en Suisse,. En 1892, elle quitte son pays pour la France avec sa compagne, la Française originaire de l'Empire russe (Lettonie actuelle) Alice Dannenberg, rencontrée en 1887 à l'école d'art de Berne. À partir de 1893, elle étudie à l'académie Julian à Paris, ainsi qu'à l'académie privée tenue par Luc-Olivier Merson, où le Suisse René Auberjonois est dans sa classe. Lucien Simon est son professeur en 1899. C'est celui-ci qui l'aide à percer et elle choisit la peinture à l'huile comme support.

### Carrière artistique

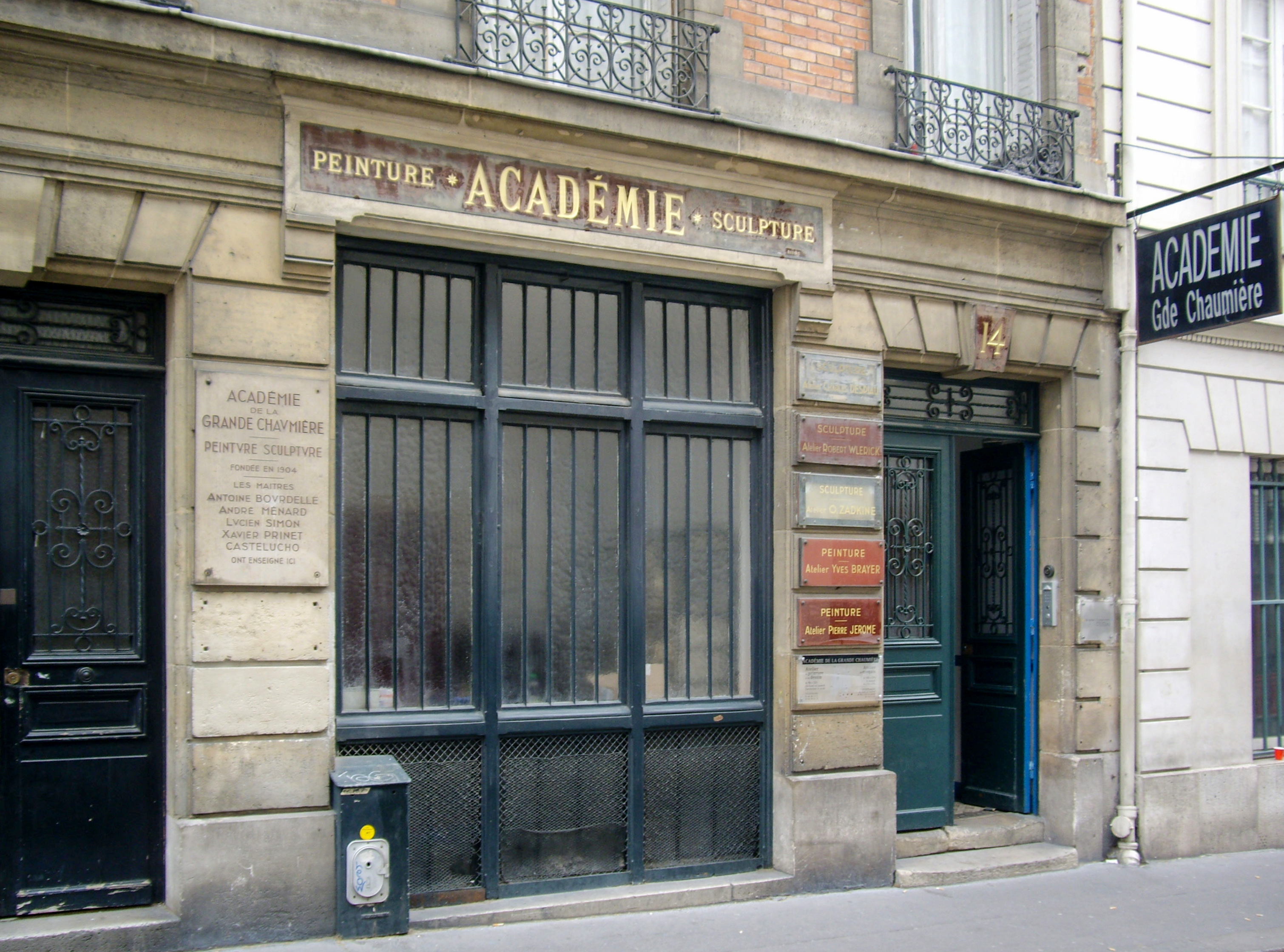
Façade de l'Académie de la Grande Chaumière.

Martha Stettler s'inscrit dans l'histoire du Paris des arts pour avoir codirigé, en 1904, avec Alice Dannenberg à Montparnasse l'Académie de la Grande Chaumière, une école d'art privée, qui existe toujours dans la rue du même nom. 
En 1904, Alice Dannenberg et Martha Stettler font partie d'un nouveau groupe d'une cinquantaine d'artistes nomme « Tendances nouvelles » qui fait sa première exposition. 
En 1906, elle s'installe au 84 rue d'Assas avec Alice Dannenberg ,,. 
En 1908 ont lieu les premiers achats de ses œuvres par la Confédération suisse et le Kunstmuseum Bern suivit de l'État français en 1909. 

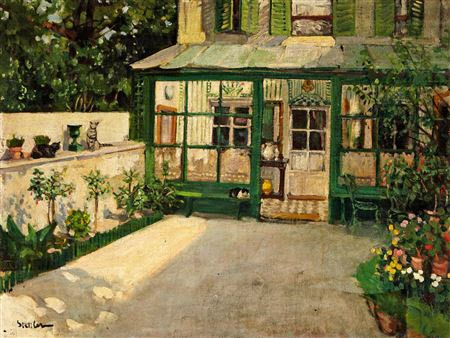
Atelier rue d'Assas (c.1906) par l'artiste.

Son talent est récompensé par une médaille lors de l'Exposition universelle de Bruxelles en 1910 pour La balançoire puis à l'Exposition internationale d'art de Munich en 1913. Le décès de son père cette même conjugué au défi de gérer l’académie pendant la première guerre mondiale réduisent sa créativité. 
Elle voyage en Espagne, en Suède, en Hollande et passe ses étés dans l'Oberland bernois où elle peint de nombreux paysages.  
En 1920, Martha Stettler est la première femme à exposer à la Biennale de Venise,. 
Elle part vivre à Fontenay-aux-Roses en 1930 et y meurt.

## Importance artistique
Ses tableaux montrent un impressionnisme tardif et bien que son talent fut reconnu par le biais de scènes de plein air notamment, elle sombre dans l'oubli à sa mort.
Elle utilise des points de vue en hauteur avec différentes perspectives selon les principes des Nabis. Le premier plan plat présente fréquemment un champ de tension avec des petits éléments situés vers le bord supérieur de l'image.
Elle fait aussi figure de pionnière en s'opposant à Ferdinand Hodler qui s'oppose à la présence de femmes au sein de la Société des peintres et sculpteurs suisses (SPSS) en créant sa propre association de peintres pour promouvoir les œuvres d'autres femmes peintres. La création de l'Académie de la Grande Chaumière et sa participation à la Biennale de Venise sont là pour le confirmer également.

## Collections publiques
Ses tableaux sont présents  dans de nombreux musées tels que l'Office fédéral de la culture, le Kunstmuseum de Berne ; le Musée d'art et d'histoire de Genève ; Collection du château de Jegenstorf ; Museo d'arte della Svizzera italiana (MASI) à Lugano ; Centre national des arts plastiques (Cnap) ; la Galleria Nazionale d'Arte Moderna, le Palais du Quirinal, le Musée d'art de Saint-Gall, le Kunsthaus de Zürich.

## Exposition
- Une artiste entre Berne et Paris, Kunstmuseum Bern (2018)[10],[5] Curatrice Corinne Linda Sotzek

## Galerie

Œuvres de Martha Stettler
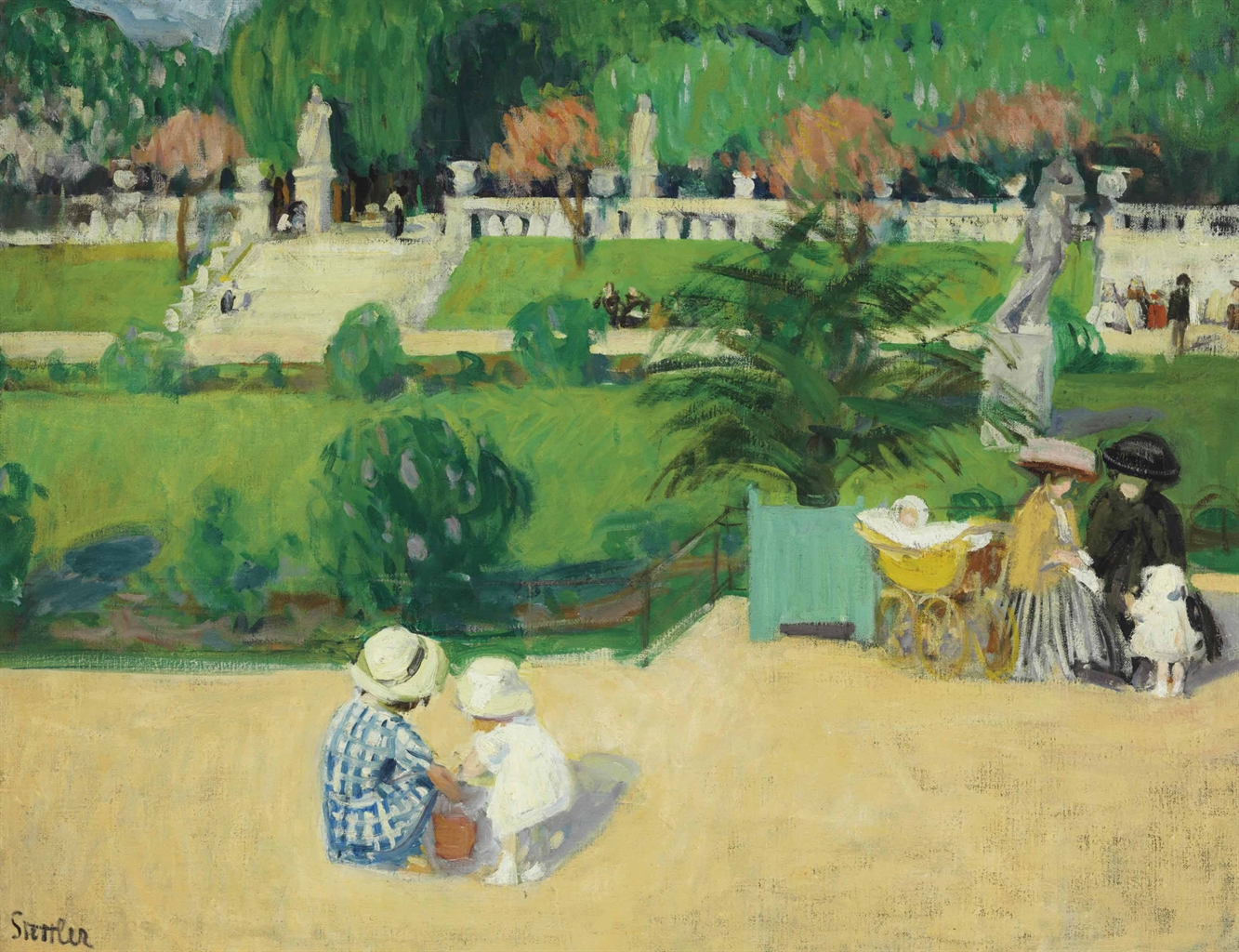
Dans le Jardin du Luxembourg, localisation inconnue.
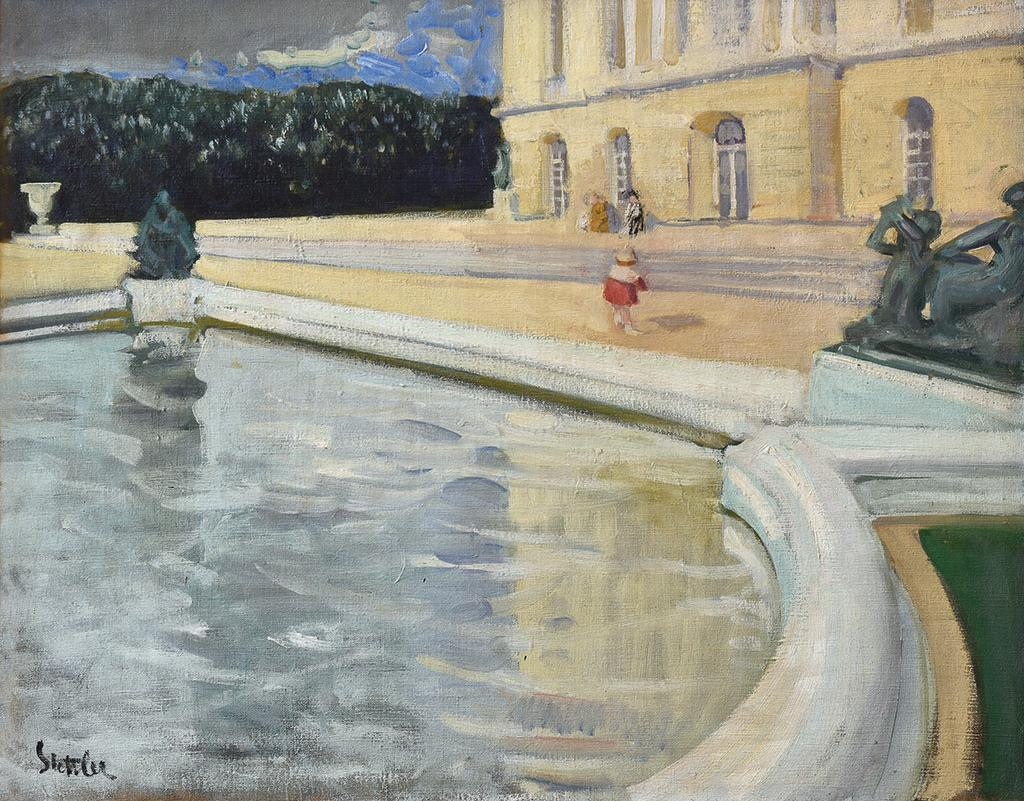
Sur la terrasse de Versailles (1911), localisation inconnue.
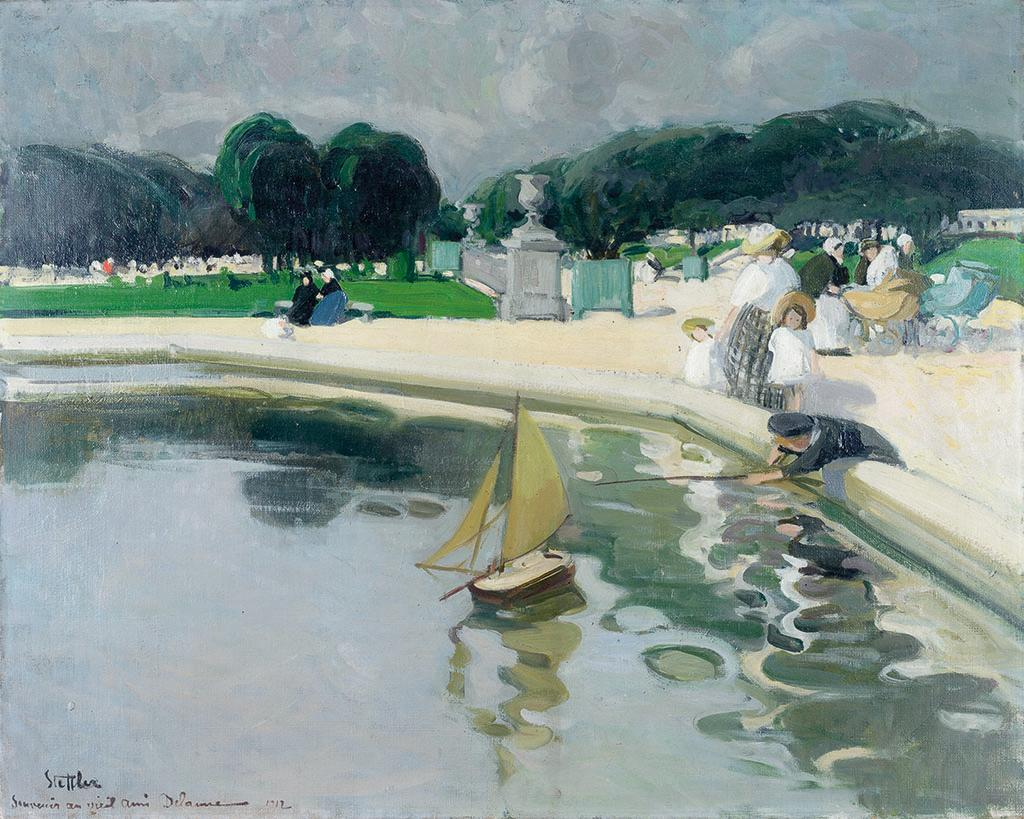
Enfant jouant au Jardin du Luxembourg (1912), localisation inconnue.
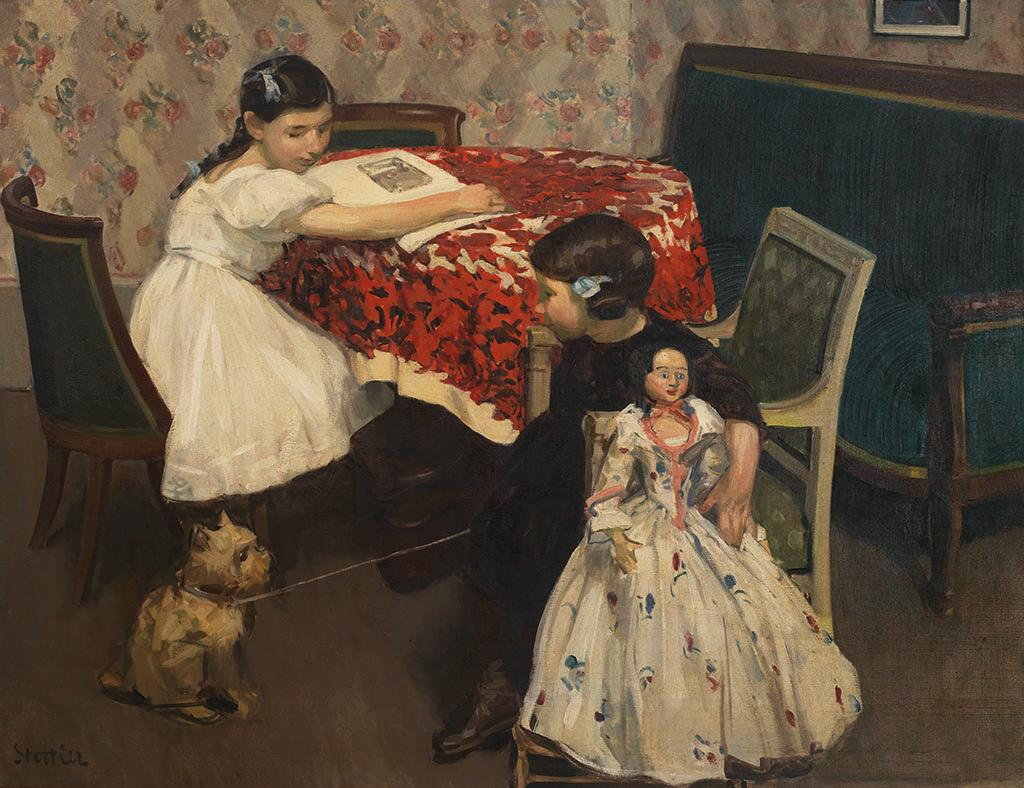
Intimité (1912), Martha Settler Estate
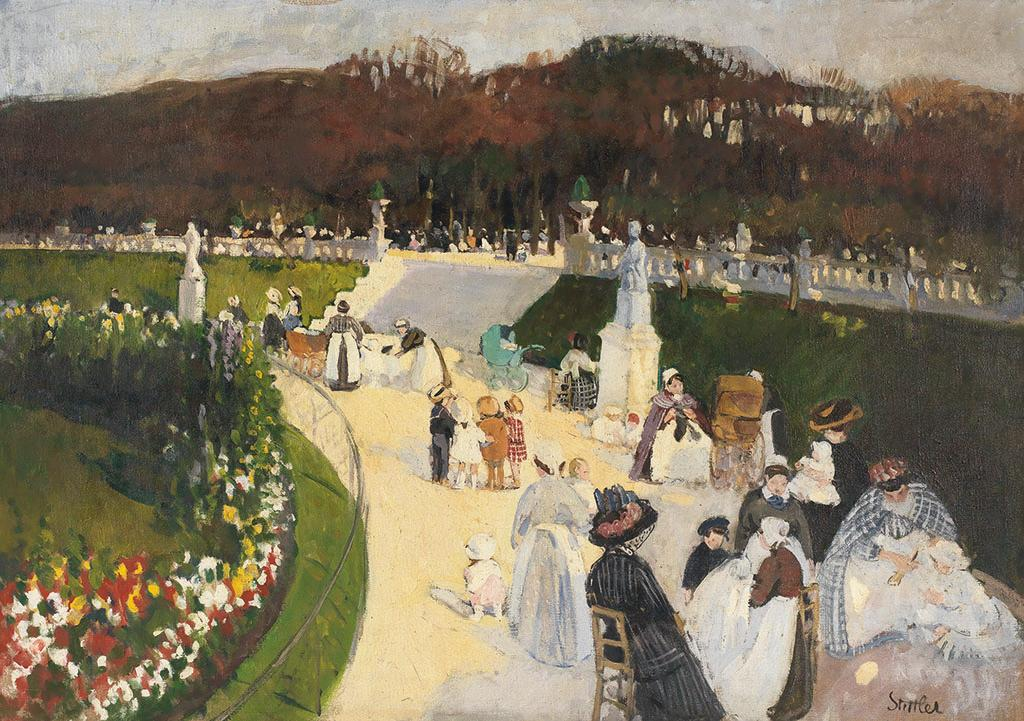
Le parc (1910), Musée des beaux-arts de Berne
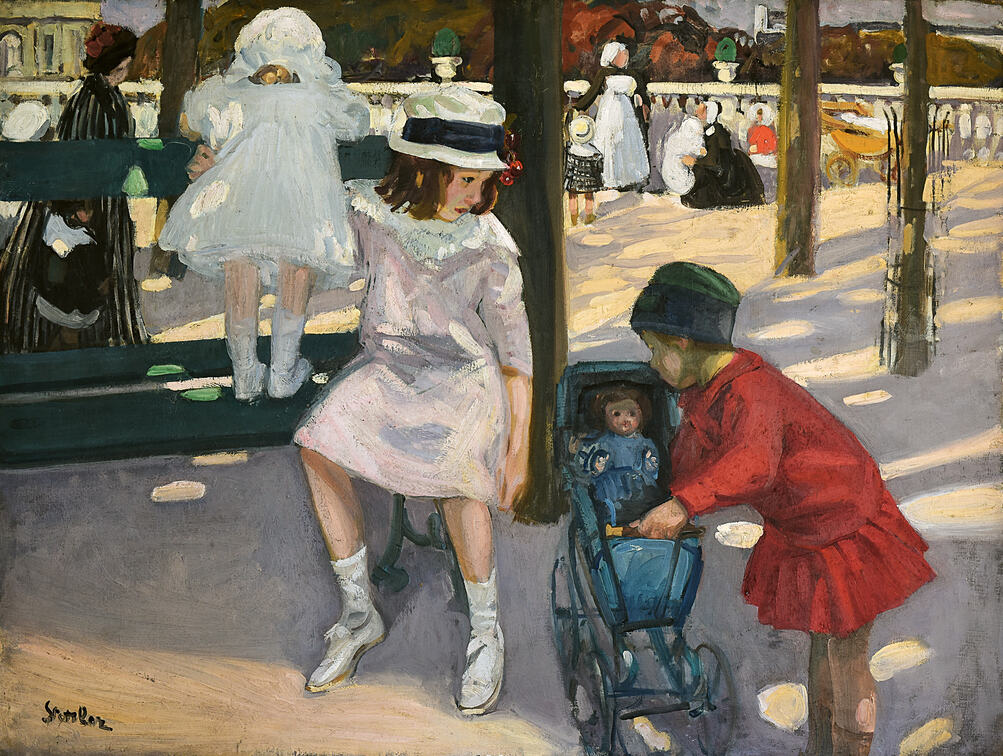
Les petites mamans (1908), Martha Settler Estate